# Tatakoto (atolón)
Tatakoto es un atolón de las Tuamotu, en la Polinesia Francesa. Está situado al este del archipiélago, a 1.182 km de Tahití.

## Geografía
De 14 km de largo y 3,5 km de ancho, el atolón está formado por una isla larga y 65 islotes que cierran la laguna sin ningún paso practicable hacia el océano. La villa principal es Tumukuru, y la población total era de 287 habitantes en el censo de 2012. Al ser un atolón muy aislado, administrativamente forma una comuna. Dispone de un aeródromo.

## Historia
Fue descubierto el mismo día por dos españoles. En la segunda expedición del 'Águila los dos capitanes, Domingo de Boenechea y José Andía y Varela, se separaron al salir de Perú y no se volvieron a encontrar hasta Tahití. El día de San Narciso de 1774 los dos desembarcaron en Tatakoto sin encontrarse. Históricamente también se ha conocido como San Narciso y de Augier.
José Andía lo describía como «sumamente agradable a la vista por estar muy poblada de arboledas». A principios del siglo XX se estableció un colono francés y lo replantó de cocoteros que hoy cubren todo el atolón.

## Eclipse total de 11 de julio de 2010
El eclipse total de 11 de julio de 2010 pasó sobre el atolón Tatakoto provocando la visita de varios grupos de observadores del eclipse para fotografiarlo. Aunque el día amaneció con nubes y chubáscos aislados, todos los grupos tuvieron éxito en ver la fase total del eclipse, que comenzó a las 8:47 a. m. hora local. El eclipse fue observado por los locales de la isla en la población en la parte noroeste de la isla, visitantes de un día en las cercanías del aeropuerto en el suroeste del atolón, por tres grupos diferentes en los motus meridionales, tanto al suroeste como al sureste, por astrónomos profesionales en el campo de fútbol del atolón y  por grupos aislados de individuos o parejas en la plaza en las zonas noreste y este del principal motu septentrional.